# 河況係数
河況係数（かきょうけいすう、英語: coefficient of river regimeまたはriver regime coefficient）または河状係数（かじょうけいすう）は、河川における1年間の最大流量と最小流量の比のことを指す。日本国外では、1年間ではなく、過去の最大流量と最小流量の比をもって河況係数とすることが多い。数値が1に近いほど年間流量の変動が少ない河川で、大きくなるほど変動が大きい河川である。たとえば河況係数が10なら、最も水が多い時に、最も水が少ない時の10倍の水が流れていることになる。河況係数の定義により、最少流量が0のときに河況係数は無限大（∞）となる。

## 数値の例
この数値は測定地点を一定にして測る必要があり、河川の上流や下流によっても値が異なる。例えば、コロラド川では、グランドキャニオン付近の河況係数は181であるが、アメリカ合衆国とメキシコ合衆国との国境付近では46となる。
山岳地帯を流下する河川では降雨が河川流量の増加に直結するため、河況係数が大きくなる。乾燥地帯の河川においては、乾季と雨季の降雨量比が大きいため、河況係数が大きくなる。逆に温帯の大陸河川では河況係数が小さい。日本の主な河川は、季節的な大雨や山岳地帯からの流出の影響による河川流量の季節変化が大きいために河況係数も大きくなる。
信濃川では小千谷市で117、北上川では一関市狐禅寺で159、四万十川では四万十市具同で8,920となる（1971年から1980年までの最大流量と最少流量の比）。ライン川ではバーゼルで18、テムズ川ではロンドンで8、ドナウ川ではウィーンで4となる。セーヌ川が34、利根川が930、木曽川が870、吉野川が5,060。
河況係数が大きい河川は、通年取水に困難があり、洪水被害も発生しやすい。ダムによる貯水は河況係数を小さくすることができ、利水・治水の面で一定の効果がある。